# Міністерство освіти та досліджень Молдови
Міністерство освіти та досліджень Республіки Молдова є одним із тринадцяти міністерств Уряду Молдови. Відповідає за розвиток системи освіти в країні.

## Керівництво
- Міністр освіти — Анатоліє Топале (з 6 серпня 2021 року)

## Міністри освіти (з 1990 року)
| фото | ім'я              | початок правління | кінець            | партія                                 |
| ---- | ----------------- | ----------------- | ----------------- | -------------------------------------- |
|      | Ніколає Меткаш    | 6 червня 1990     | 5 квітня 1994     |                                        |
|      | Петру Гаугаш      | 5 квітня 1994     | 24 січня 1997     |                                        |
|      | Якоб Попович      | 24 січня 1997     | 22 травня 1998    |                                        |
|      | Анатол Грімалскі  | 22 травня 1998    | 21 грудня 1999    |                                        |
|      | Іон Гуцу          | 21 грудня 1999    | 22 листопада 2000 |                                        |
|      | Іліє Ванчя        | 22 листопада 2000 | 26 лютого 2002    |                                        |
|      | Георге Сима       | 26 лютого 2002    | 2 липня 2003      |                                        |
|      | Валентин Бенюк    | 5 серпня 2003     | 19 квітня 2005    |                                        |
|      | Віктор Цвіркун    | 19 квітня 2005    | 31 березня 2008   |                                        |
|      | Лариса Шавга      | 31 березня 2008   | 25 вересня 2009   |                                        |
|      | Леонід Бужор      | 25 вересня 2009   | 14 січня 2011     | Альянс «Наша Молдова»                  |
|      | Міхай Шляхтицький | 14 січня 2011     | 24 липня 2012     | Ліберально-демократична партія Молдови |
|      | Мая Санду         | 24 липня 2012     | 30 липня 2015     | Ліберально-демократична партія Молдови |
|      | Коріна Фусу       | 30 липня 2015 рік | ?                 | Ліберальна партія Молдови              |